# Бенчкув
Бенчкув (пол. Bęczków) — село в Польщі, у гміні Ґурно Келецького повіту Свентокшиського воєводства.
Населення — 1540 осіб (2011).
У 1975-1998 роках село належало до Келецького воєводства.

## Демографія
Демографічна структура на день 31 березня 2011 року:
|          | Загалом | Допрацездатний вік | Працездатний вік | Постпрацездатний вік |
| -------- | ------- | ------------------ | ---------------- | -------------------- |
| Чоловіки | 790     | 191                | 550              | 49                   |
| Жінки    | 750     | 180                | 439              | 131                  |
| Разом    | 1540    | 371                | 989              | 180                  |